# 米田壮
米田 壮（よねだ つよし、1952年4月 - ）は、日本の警察官僚。第24代警察庁長官。

## 概要
兵庫県出身。灘中学校・高等学校、東京大学法学部第1類（私法コース）卒業 。1976年警察庁入庁。

## 略歴
- 1984年 - 警視庁目黒警察署長[3]
- 1986年 - 大阪府警刑事部捜査第二課長
- 1987年 - 警察庁刑事局捜査第二課理事官
- 1989年 - 警察庁長官官房企画課理事官
- 1991年 - 内閣法制局第二部参事官
- 1996年 - 警察庁交通局交通規制課長
- 1997年 - 和歌山県警本部長
- 1999年 - 警察庁刑事局暴力団対策部暴力団対策第一課長
- 2000年 - 警察庁長官官房会計課長
- 2001年 - 警視庁刑事部長
- 2003年 - 京都府警本部長
- 2005年 - 警察庁組織犯罪対策部長兼生活安全局付
- 2007年9月3日 - 警察庁刑事局長
- 2009年6月22日 - 警察庁官房長
- 2011年10月17日 - 警察庁次長
- 2013年1月25日 - 第24代警察庁長官
- 2015年1月23日 - 退官
- 2015年4月1日 - 神戸市顧問[4]
- 2015年6月16日 - 株式会社日本取引所グループ取締役[5]・監査委員会委員[6]
- 2017年 - 丸紅株式会社監査役[7]
- 2020年10月 - 公益財団法人公共政策調査会理事長（非常勤）[8]
- 2022年4月29日 -　瑞宝重光章受章[9]